# Laurent Delbecque
Laurent Delbecque (23 de septiembre de 1989) es un actor y DJ francés. Sus padres se llaman Corinne y Jean- Pierre. Tiene dos hermanas que se llaman Julie y Marie. Su hermana mayor (Julie) tiene dos hijas llamadas Lou y Jade.
Es originario de Île Lacroix (Rouen, Normandie).

## Filmografía

### Cortometrajes
- 2007: L'imprudence de Katell Quillévéré: Boy
- 2008: Juventa de Émilie Lamoine: Maxime
- 2009: Tchernobyl de Pascal- Alex Vincent: Boy
- 2012: Argile de Michael Guerraz: Alex
- 2013: Ta main de Thomas Bardinet: Simon
- 2014: Mademoiselle de Guillaume Gouix: Jeune homme boîte 2
- 2015: Carapace de Flora Molinié: Léo
- 2015: Les mâles ne vivent pas de Matthieu Salmon: Mathias
- 2015: All things shining de Sorel França: Lucas

### Vídeos musicales
Ha participado en el vídeo musical de Daft Punk (Fragments of Time, 2013). No participó en el oficial, sino en uno dirigido por la compañía SUPER.

### Cine
- 2008 : De la guerre de Bertrand Bonello : Pierre
- 2008 : Parc de Arnaud de los Pallières : Toni Clou
- 2010 : Simon Werner a disparu... de Fabrice Gobert : Simon
- 2010 : Les Nuits de Sister Welsh de Jean-Claude Janer : Fabrice
- 2011 : American Translation de Pascal Arnold y Jean-Marc Barr : Nick
- 2011 : De bon matin de Jean-Marc Moutout : Benoît
- 2013 : Joven y bonita de François Ozon: Alex
- 2013: Michael Kohlhaas de Arnaud des Pallières: The Guard
- 2016: Orpheline de Arnaud des Pallières
- 2017: Cherchez la femme! de Sou Abadi: Nicolas

### Televisión
- 2008 : Seule de Fabrice Cazeneuve : Romain
- 2009: Clara, une passion française de Sébastien Grall: George 16 ans
- 2011 : Le monde à ses pieds de Christian Faure : Thomas
- 2014 : Les Témoins : Thomas Maisonneuve, hijo de Paul Maisonneuve
- 2015: Osmosis, La série (N'ayez plus peur d'aimer): Paul Melville